# Lottizzazione (politica)
Il termine lottizzazione è utilizzato nel gergo politico per riferirsi con accezione polemica alla spartizione concordata di cariche dirigenziali o di commesse pubbliche in aziende ed enti pubblici o direttamente controllati dagli enti pubblici tra le diverse fazioni di un partito politico o tra i partiti di una coalizione, ai fini di distribuire tali risorse agli appartenenti e ai sostenitori dei partiti stessi. È conseguenza diretta delle forme più clientelari di patronato politico.
Il termine deriva da quello urbanistico che fa riferimento alla suddivisione dei terreni in lotti destinati a vari usi ed è stato in questo senso per la prima volta coniato da Alberto Ronchey, giornalista, scrittore e commentatore, nel 1974, nel libro Accadde in Italia: 1968-1973.
L'attribuzione di una carica o di una commessa per mezzo di un vincolo di "lottizzazione" avverrebbe ignorando i criteri di buona amministrazione e di merito. Non si sceglierebbe, in altri termini, il dirigente più capace, ma l'amico, l'esponente politico, il parente che si vuole "piazzare".
Da questa pratica si è detto possano derivare per conseguenza alcuni danni per la collettività:
- inefficienza dell'impresa o dell'ente,
- maggiori costi,
- moltiplicazione delle cariche pubbliche,
- rissosità delle forze politiche che mirano a collocare in una certa posizione il dirigente preferito,
- distorsione delle scelte delle imprese e degli enti, che non perseguono più i fini per i quali sono sorti ma l'interesse di chi le governa o di chi ha designato gli amministratori,
- aumento della corruzione e della concussione e in generale dei reati collegati alla gestione di enti e risorse pubbliche.

L'esigenza di recuperare efficienza e di contrastare gli eccessivi effetti negativi della lottizzazione, hanno spinto alcuni governi a intervenire con provvedimenti finalizzati a ridurre il peso degli esponenti politici nella gestione degli enti lottizzati. Esempi in questo senso sono, in Italia, la legge Amato del 1990 e il Testo Unico Bancario del 1993, che crearono le fondazioni bancarie e trasformarono le banche in società per azioni. I provvedimenti sciolsero inoltre i consigli di amministrazione delle banche.
Altri provvedimenti politici, come alcune privatizzazioni, hanno avuto il fine di ridurre o limitare il potere degli esponenti di nomina politica.